# الجدول الزمني لعلم النفس
تحتوي هذه المقالة على جدولٍ زمنيّ ل علم النفس (بالإنجليزية: Timeline of psychology)‏ من التاريخ القديم قبل الميلاد وحتى شهر أبريل من عام 2023.

## التاريخ القديم (قبل الميلاد)
- حوالي العام 1550 قبل الميلاد: ظهرت في بردية إيبرس إشارة إلى الاكتئاب واضطرابات الفكر.[1]
- حوالي العام 600 قبل الميلاد: كان في العديد من المدن في اليونان معابد أسقليبيوس التي تقدم علاجات للأمراض النفسية الجسدية.[2]
- العام 540-475 هيراقليطس.[3]
- حوالي العام 500 قبل الميلاد: ألكمايون الكروتوني[3]-نظرية مقترحة للفكاهة لتنظيم السلوك البشري (على غرار عناصر أمبادوقليس).
- العام 500-428 قبل الميلاد: أناكساغوراس.[3]
- العام 490-430 قبل الميلاد: اقترح إيمبيدوكليس[3] أول نظام طبيعي غير ديني للعوامل التي تخلق أشياء حولها، بما في ذلك الشخصيات البشرية، واستخدم في نموذجه أربعة عناصر (الماء والنار والأرض والهواء) وأربعة مواسم لاشتقاق تنوع النظم الطبيعية.
- العام 490-421 قبل الميلاد: بروتاغوراس.[3]
- العام 470-399 قبل الميلاد: سقراط.[3] سمي سقراط أبو الفلسفة الغربية من خلال تأثيره على أفلاطون وأرسطو. قدَّم سقراط مساهمة كبيرة في علم أصول التدريس من خلال طريقته الديالكتيكية ونظرية المعرفة من خلال تعريفه للمعرفة الحقيقية على أنها إيمان حقيقي يدعمه بعض التبرير العقلاني.
- العام 470-370 قبل الميلاد: ديموقريطوس[3] الذي ميّز بين المعرفة غير الكافية المكتسبة من خلال الحواس والمعرفة المشروعة المكتسبة من خلال الفكر. تُعد موقف مبكر من نظرية المعرفة.
- العام 460-370 قبل الميلاد: قدَّم أبقراط مبادئ الطب العلمي على أساس الملاحظة الطبيعية والمنطق، ونفى تأثير الأرواح والشياطين في الأمراض. قدَّم مفهوم "المزاجات" ("الأخلاط"، أي أربعة أنواع مزاجية على أساس النسبة بين أنظمة الجسم الكيميائية.[4][5] كان أبقراط من أوائل الأطباء الذين جادلوا بأن الدماغ، وليس القلب، هو عضو العمليات النفسية.
- العام 387 قبل الميلاد: اقترح أفلاطون أن الدماغ هو مقر العمليات العقلية. يرى أفلاطون عن "النفس" أن الجسد موجود لخدمة الروح: "لقد خلق الله الروح قبل الجسد وأعطاها الأسبقية في كل من الوقت والقيمة، وجعلها الشريك المسيطر والمتحكم". طيماوس.[6]
- حوالي العام 350 قبل الميلاد: كتب أرسطو عن عن الروح، وذكر مفهوم الصفحة البيضاء للعقل.
- حوالي العام 340 قبل الميلاد: براكساغوراس.
- العام 371-288 قبل الميلاد ثيوفراستوس.[3]
- العام 341-270 قبل الميلاد أبيقور.[3]
- حوالي العام 320 قبل الميلاد هيروفيلوس.[3]
- حوالي العام 300-30 قبل الميلاد: زينون الرواقي علم فلسفة الرواقية، التي تنطوي على المنطق والأخلاق. في المنطق، ميّز بين المعرفة الناقصة التي تقدِّمها الحواس والمعرفة الفائقة التي يوفرها العقل. في الأخلاق، علم أن الفضيلة تكمن في العقل والرذيلة في رفض العقل. ألهمت الرواقية آرون بيك لإدخال العلاج السلوكي المعرفي في السبعينيات.[7]
- العام 304-250 قبل الميلاد: إيراسيستراتوس.[3]
- العام 123-43 قبل الميلاد: كان ثيميسون اللاذقي تلميذ أسكليبياديس البيثيني وأسس مدرسة للفكر الطبي تعرف باسم "المنهجية". انتقده سورانوس بسبب تعامله القاسي مع مرضى الأمراض العقلية. وكان من وصفاته التقييد بالظلام، والسلاسل، والحرمان من الطعام والشراب. وسخر جوفينال منه واقترح أنه قتل مرضى أكثر مما قدَّم لهم الشفاء.[4]
- حوالي العام 100 قبل الميلاد: أشارت مخطوطات البحر الميت إلى انقسام الطبيعة البشرية إلى مزاجين.[8]

## من القرن الأول حتى الخامس الميلادي
- حوالي العام 50: توفي أولوس كورنيليوس سيلسوس، تاركًا كتاب الطب لآولوس كورنيليوس سيلسوس، وهي موسوعة طبية؛ يتناول القسم الثالث الأمراض النفسية، وقد استخدم للمرة الأولى فيه تعبير "الجنون" أو "الهوس" باللغة اللاتينية. وكانت طرق العلاج الموصوفة تشمل النزيف وتخويف المريض واستخدام الملينات والحقن المستقيمية والظلام الكامل، بالإضافة إلى مشروبات الخشخاش أو البنج الأسود، ومن الطرق للعلاج كانت الموسيقى والسفر والرياضة والقراءة بصوت عالٍ والتدليك. وكان سيلسوس مدركًا لأهمية العلاقة بين الطبيب والمريض.[9]
- حوالي العام 100: يعتقد روفس الأفسسي أن الجهاز العصبي له دور فعال في الحركة والإحساس الإرادي. واكتشف الشبكية البصرية من خلال الدراسات التشريحية للدماغ. وشدد على أخذ تاريخ من الاضطرابات الجسدية والعقلية. وقدَّم سردًا مفصلًا للكآبة، ونقل عنه جالينوس.[4]
- العام 93-138: نصح سورانوس الأفسس بالعلاج اللطيف في ظروف صحية ومريحة، بما في ذلك الغرف الخفيفة والدافئة.[4]
- حوالي العام 130-200: درس جالينوس "جميع النظم النفسية في ذلك الوقت: الأفلاطونية والأرسطية والرواقية والأبيقورية"[5] وقد طوّر الطب من خلال تقديم الفحوصات التشريحية وكان طبيبًا ماهرًا. طوّر جالينوس نظرية المزاج التي اقترحها أبقراط، أن شخصيات الناس تحدد من خلال التوازن بين أربعة مواد جسدية. كما ميّز بين الأعصاب الحسية والحركية وأظهر أن الدماغ يتحكم في العضلات.
- حوالي العام 150-200: أريتايوس القبادوقي.[5]
- العام 155-220: ترتليان.[3]
- العام 205-270: أفلوطين كتب تاسوعات حسابًا منهجيًا لفلسفة الأفلاطونية الحديثة، وكذلك طبيعة الإدراك البصري وكيف يمكن أن تعمل الذاكرة.[6]
- حوالي العام 323-403: جمع أوريباسيوس كتابات طبية مبنية على أعمال أرسطو وأسكليبياديس وسورانوس من أفسس، وكتب عن الكآبة بلغة جالينوس.[4]
- العام 345-399: أوضح إيفاغريوس البنطي طريقة صارمة للتأمل الذاتي ضمن تقاليد الرهبنة المسيحية المبكرة. من خلال التأمل الذاتي، استطاع الرهبان اكتساب المعرفة الذاتية والسيطرة على تيار أفكارهم التي قد تشير إلى تأثيرات شيطانية محتملة. طوّر البنطي هذا الرأي في كتابه "براكتيكوس"، الذي يعد دليلًا لحياة الزهد.[10]
- حوالي العام 390: كتب نيميسيوس كتاب "دي ناتورا هومينيس" (عن طبيعة الإنسان). وأدرج أجزاء كبيرة منه في كتاب "دي فيدي أورثودوكسيا" (عن الإيمان الأرثوذكسي) للقديس يوحنا الدمشقي في القرن الثامن. يحتوي كتاب نيميسيوس "دي بلاسيتس هيبوكراتيس إت بلاتونيس" (عن معتقدات هيبوقراط وأفلاطون) على العديد من المقاطع المتعلقة بتشريح جالين وعلم وظائف الأعضاء. كان يعتقد نيميسيوس أن تجاويف مختلفة من الدماغ مسؤولة عن وظائف مختلفة.[4][6]
- العام 397-398: نشر القديس أوغسطينوس اعترافات، والتي توقعت فرويد باكتشاف شبه للعقل الباطن.[11] أكثر روايات أوغسطين اكتمالاً عن الروح موجودة في (عظمة الروح). يفترض العمل نموذجًا أفلاطونيًا للروح.[6]
- في القرن الخامس: عارض كايليوس أورليانوس الأساليب القاسية للتعامل مع المجانين، ودعا إلى المعاملة الإنسانية.[4]
- حوالي العام 423-529: أسس ثيودوسيوس الكنوبيارك ديرًا في كاتيسموس بالقرب من بيت لحم. بنيت ثلاث مستشفيات على جانب الدير: واحدة للمرضى، وواحدة للمسنين، وواحدة للمجنون.[4]
- حوالي العام 451: بطريرك القسطنطينية نسطور. كرّس أتباعه أنفسهم للمرضى وأصبحوا أطباء ذائعي الصيت، وجلبوا أعمال أبقراط وأرسطو وجالينوس، وأثروا على نهج الاضطرابات الجسدية والعقلية في بلاد فارس وشبه الجزيرة العربية.[4]

## من القرن السادس حتى العاشر الميلادي
- العام 625-690: اقترح بول إيجينا أن الهستيريا يجب أن تعالج برباط الأطراف، والهوس بربط المريض في فراش موضوع داخل سلة خوص ومعلقة من السقف. كما أوصى بحمامات ونبيذ وأنظمة غذائية خاصة ومهدئات للمصابين بأمراض عقلية. ووصف الاضطرابات النفسية التالية: التهاب الحجاب الحاجز، والهذيان، والخمول، والكآبة، والهوس، والحضانة، واللاكتريا، والصرع.
- حوالي العام 800: تطورت المستشفيات الإسلامية المعروفة بالبيمارستانات إلى مستشفيات ذات أقسام متخصصة، بما في ذلك أقسام لمرضى الأمراض العقلية.[12]
- حوالي العام 850: كتب علي بن سهل ربن الطبري عملاً يؤكد الحاجة إلى العلاج النفسي.[13]
- حوالي العام 900: حث أحمد بن سهل البلخي الأطباء على التأكد من تقييمهم لحالة مرضاهم وأرواحهم، وسلط الضوء على الصلة بين الصحة الروحية أو العقلية والصحة العامة.[14]
- حوالي العام 900: أبو بكر الرازي، الذي روج للعلاج النفسي وفهم الموقف تجاه من يعانون من ضائقة نفسية.[15]

## من القرن الحادي عشر حتى الخامس عشر الميلادي
- العام 1025: في موسوعة قانون الطب، وصف ابن سينا عددًا من الحالات، بما في ذلك الهلوسة والأرق والهوس والكابوس والكآبة والخرف والصرع والشلل والسكتة الدماغية والدوار والرعشة.[16]
- حوالي العام 1030: استخدم البيروني طريقة تجريبية في دراسة مفهوم زمن رد الفعل.[17]
- حوالي العام 1180-1245: ألكساندر الهالسي.
- حوالي العام 1190-1249: وليام أوفيرني [الإنجليزية].
- حوالي العام 1200: كتب موسى بن ميمون عن الاضطرابات العصبية والنفسية، ووصف داء الكلب وتسمم البلادونا.
- العام 1215-1277: درس بيتر جولياني في كلية الطب بجامعة سيينا، وكتب في موضوعات طبية وفلسفية ونفسية. كان طبيبًا شخصيًا للبابا غريغوري العاشر وأصبح لاحقًا رئيس الأساقفة والكاردينال. انتخب البابا تحت اسم يوحنا الحادي والعشرين عام 1276.[6][18]
- حوالي العام 1214-1294: دافع روجر بيكون عن الأساليب التجريبية وكتب عن البصريات والإدراك البصري واللغويات.
- العام 1221-1274: بونافنتورا.
- العام 1193-1280: ألبيرتوس ماغنوس.
- العام 1225: توما الأكويني.
- العام 1240: نشر بارثولوميوس أنغليكوس كتاب "دي بروبريتاتيبوس ريرم"، والذي يتضمن أطروحة حول الدماغ، حيث يعترف بأن الاضطرابات العقلية يمكن أن تكون لها سبب جسدي أو نفسي.
- العام 1247: تأسس مستشفى بيت لحم الملكي في بيشوبسجيت خارج أسوار لندن، والذي يعتبر واحداً من أشهر المستشفيات النفسية القديمة، كدير لتابع لرهبانية سانت ماري من بيت لحم لجمع الصدقات للصليبيين. بعد أن علمّت الحكومة الإنجليزية المؤسسة، بدأت في قبول المرضى العقليين بحلول عام 1377 (حوالي عام 1403)، وأصبحت تُعرف باسم مستشفى بيدلام. في عام 1547 استحوذت عليها مدينة لندن وظلت تعمل حتى عام 1948. أصبح المستشفى الآن جزءًا من مؤسسة الخدمة الصحية الوطنية البريطانية.[19]
- العام 1266-1308: دانز سكوطس.
- حوالي العام 1270: كتب ويتلو "المنظور"، وهو عمل حول البصريات يتضمن تأملات حول علم النفس، حيث كاد أن يكتشف اللاوعي.
- العام 1295: لانفرانك [الإنجليزية] يؤلف كتاب علم الجراحة[6]
- العام 1317-1340: ويليام الأوكامي، راهب فرنسيسكاني إنجليزي وفيلسوف وعالم لاهوت مدرسي، اشتهر بنصل أوكام، وهو المبدأ المنهجي الذي يفضل التفسير الأبسط. أنتج أيضًا أعمالًا مهمة في المنطق والفيزياء واللاهوت، حيث طوّر أفكاره حول المعرفة البديهية والمجردة.
- العام 1347-1350: دمر الموت الأسود أوروبا.
- حوالي العام 1375: اعتبرت السلطات الإنجليزية المرض العقلي تملك شيطاني، وتعاملت معه بطرد الأرواح الشريرة والتعذيب.[20]
- حوالي العام 1400: تسببت الحركة الإنسانية في عصر النهضة في إعادة إيقاظ المعرفة القديمة بالعلوم والطب.
- العام 1433-1499: كان مارسيليو فيتشينو شخصية مشهورة في عصر النهضة الإيطالية، وأحد أتباع الأفلاطونية المحدثة، ومترجمًا للكتابة الفلسفية اليونانية، وأكثر دعاة الأفلاطونية تأثيرًا في إيطاليا في القرن الخامس عشر.[5]
- حوالي العام 1450: تتقلب المتعقدات في أوروبا وتتناقض، مما تسبب في هوس الساحرات، وتسبب في إعدام آلاف النساء بسبب السحر حتى أواخر القرن السابع عشر.

## القرن السادس عشر
- العام 1590: صاغ الفيلسوف المدرسي رودولف جوكلينيوس مصطلح علم النفس؛ على الرغم من اعتباره عادةً أصل المصطلح، إلا أن هناك أدلة على أنه استخدم قبل ستة عقود على الأقل من قبل ماركو ماروليتش.

## القرن السابع عشر
- حوالي العام 1600–1625: كان فرانسيس بيكون فيلسوفًا ورجل دولة وعالمًا ومحاميًا وفقيهًا ومؤلفًا ورائدًا في المنهج العلمي. تضمنت كتاباته في الموضوعات النفسية طبيعة المعرفة والذاكرة.
- العام 1650: توفي رينيه ديكارت، تاركًا كتاب رسالة العالم [الإنجليزية]، التي تحتوي على نظريته الثنائية للواقع، العقل مقابل المادة.
- العام 1672: نشر توماس ويليس الأطروحة التشريحية النفس عند الحيوانات [الإنجليزية]، التي تصف علم النفس من حيث وظائف الدماغ.
- العام 1677: توفي باروخ سبينوزا، تاركًا كتاب الأخلاقيات، تظهر بترتيب هندسي. ويركز الجزء الثاني على العقل والجسد البشري، حيث يتناقض مع ديكارت ويجادل بأن العقل والجسد هما واحد، بينما يحاول الجزء الثالث إظهار أن المفاهيم الأخلاقية مثل الخير والشر، الفضيلة والكمال لها أساس في علم النفس البشري.
- العام 1689: نشر جون لوك مقال خاص بالفهم البشري، يدعي أن العقل البشري يكون بمثابة صفحةٍ بيضاء عند الولادة.

## القرن الثامن عشر
- العام 1701: نشر غوتفريد لايبنتس قانون الاستمرارية [الإنجليزية]، والذي طبقه على علم النفس، وأصبح أول من افترض العقل اللاواعي، كما قدَّم مفهوم العتبة.[21]
- العام 1710: نشر جورج بيركلي رسالة بخصوص مبادئ المعرفة الإنسانية [الإنجليزية]، والتي تدعي أن العالم الخارجي يتكون فقط من الأفكار.
- العام 1732: نشر كريستيان فولف كتاب علم النفس التجريبي [الإنجليزية]، وتبعه في عام 1734 كتاب علم النفس العقلاني [الإنجليزية]، ونشر مصطلح علم النفس.
- العام 1739: نشر ديفيد هيوم رسالة في الطبيعة البشرية، مدعيًا أن جميع محتويات العقل مبنية فقط من تجارب الحواس.
- العام 1781: نشر إيمانويل كانط نقد العقل الخالص، حيث رفض التجريبية المتطرفة لهيوم واقترح أن هناك أكثر من المعرفة مما تقدمه التجربة الحسية البسيطة، حيث قام بالتمييز بين المعرفة "ما بعد التجربة" و"ما قبل التجربة"، إذ تنشأ الأولى من الإدراك وبالتالي تحدث بعد الإدراك، في حين تعتبر الأخيرة خاصية للفكر، مستقلة عن التجربة وموجودة قبل التجربة.
- العام 1783: عين فيرديناند أوبرفاسر [الإنجليزية] نفسه أستاذًا لعلم النفس التجريبي والمنطق في جامعة مونستر القديمة. بعد أربع سنوات، نشر كتابًا مدرسيًا شاملاً بعنوان تعليمات لدراسة منتظمة لعلم النفس التجريبي لمرشحي الفلسفة في جامعة مونستر، الذي كان مكمل لمحاضراته حول علم النفس العلمي. يُظهر هذا التطور أن أوبرفاسر كان داعمًا للتوجه التجريبي في علم النفس وسعى لتعزيز تعليم هذا المجال لطلاب الفلسفة في جامعته.[22]
- العام 1798: اقترح إيمانويل كانط نموذج الأبعاد الأول للاختلافات الفردية المتسقة من خلال تعيين أنواع مزاج أبقراط الأربعة إلى أبعاد الانفعالية والإثارة النشطة.[23] أصبح هذان البعدان فيما بعد جزءًا أساسيًا من جميع نماذج المزاج والشخصية.

## القرن التاسع عشر

#### 1809-1800
- حوالي العام 1800: طوّر فرانز جوزيف جال تنظير القحف، وهو قياس الجمجمة لتحديد الخصائص النفسية، والذي تغيير اسمه فيما بعد إلى علم فراسة الدماغ، ولا تتمتع بمصداقية علمية اليوم.
- العام 1807: نشر جورج فيلهلم فريدريش هيجل ظاهريات الروح (العقل)، الذي يصف أسلوبه الجدلي للأطروحة وضد الأطروحة والتركيب، ووفقا لهذا الأسلوب تتحرك المعرفة نحو تأكيد أكبر، وفي نهاية المطاف نحو المعرفة بعالم النوميني.
- العام 1808: ابتكر يوهان كريستيان رييل مصطلح "الطب النفسي".

#### 1819-1810
- العام 1812: أصبح بنجامين راش واحدًا من أوائل المدافعين عن العلاج الإنساني للمرضى العقليين مع نشر كتاب الاستفسارات والملاحظات الطبية حول أمراض العقل [الإنجليزية][24] وهو أول كتاب تعليمي أمريكي عن الطب النفسي.[25]

#### 1829-1820
- العام 1829: نشر والد جون ستيوارت مل والد جيمس مل كتاب تحليل ظواهر العقل البشري [الإنجليزية] في مجلدين.[26]

#### 1849-1840
- العام 1840: نشر فريدريك أوغسطس راوخ (1806-1841) كتاب علم النفس، أو وجهة نظر الروح البشرية، بما في ذلك الأنثروبولوجيا [الإنجليزية].
- العام 1843: نشر فوربس بينينوس وينسلو [الإنجليزية] (1810-1874) كتاب "التماس الجنون في القضايا الجنائية"، والذي إثبات الدفع بالجنون في القضايا الجنائية في بريطانيا.
- العام 1844: قدَّم سورين كيركيغارد عمله مفهوم القلق، وهو يُعد أول طرح عن القلق.
- العام 1848: تعرض عامل السكك الحديدية في فيرمونت، فينياس غيج، لحادث مأساوي عندما اخترق قضيب طوله 3 أقدام دماغه وفكه بسبب حادث متعلق بالمتفجرات، مما أدى إلى تغيير شخصيته بشكل دائم وأحدث ثورة في الرأي العلمي حول إمكانية تحديد مواقع وظائف الدماغ.
- العام 1849: نشر سورين كيركيغارد كتاب المرض حتى الموت [الإنجليزية].

#### 1859-1850
- العام 1852: نشر هيرمان لوتز كتاب علم النفس الطبي أو فسيولوجيا الروح [الإنجليزية].
- العام 1856: بدأ هيرمان لوتزيهرمان لوتزه بدأ نشر عمله الضخم المكون من 3 أجزاء عالم مصغر [الإنجليزية] (1856-1864)، حيث أشار إلى أن القوانين الطبيعية للأجسام اللاحية تنطبق على العقول والأجسام البشرية ولكن لها وظيفة تمكيننا من السعي وراء القيم التي حددها الخالق، مما يفتح المجال للجماليات.
- العام 1859: نشر بيير بريكيه كتاب العلاج السريري والعلاجي للهستيريا [الإنجليزية].

#### 1869-1860
- ستينيات القرن التاسع عشر: استخدم فرانسيسك دوندرز وقت رد الفعل البشري لأول مرة لاستنتاج الاختلافات في المعالجة المعرفية.
- العام 1860: نشر جوستاف فخنر كتاب عناصر علم الطبيعة النفسية [الإنجليزية]، مؤسسًا موضوع علم الطبيعة النفسية.
- العام 1861: اكتشف بول بروكا منطقة في نصف الكرة المخي الأيسر مهمة لإنتاج الكلام، تعرف الآن باسم منطقة بروكا، مؤسسًا لعلم النفس العصبي.
- العام 1869: نشر فرانسيس جالتون كتاب عبقرية وراثية وجادل في مفهوم تحسين النسل. ومضى في تأسيس القياس النفسي وعلم النفس التمايزي والفرضية المعجمية للشخصية.

#### 1879-1870
- العام 1872: نشر دوجلاس سبالدينج اكتشافه في التطبع النفسي.
- العام 1874: نشر فيلهلم فونت كتاب مبادئ علم النفس الفسيولوجي، وهو أول كتاب تعليمي في علم النفس التجريبي.
- العام 1878: حصل غرانفيل ستانلي هال على أول دكتوراه في موضوع نفسي من جامعة هارفارد (في الفلسفة).
- العام 1879: افتتح فيلهلم فونت أول مختبر علم نفس تجريبي في جامعة لايبزيغ في ألمانيا.

#### 1889-1880
- العام 1882: تأسست جمعية البحث النفسي في إنجلترا.
- العام 1883: افتتح غرانفيل ستانلي هال أول مختبر أمريكي لبحوث علم النفس التجريبي في جامعة جونز هوبكنز.
- العام 1883: نشر إميل كريبلين كتاب خلاصة وافية للطب النفسي [الإنجليزية].
- العام 1884: بدأ إيفان بافلوف في دراسة إفراز الجهاز الهضمي للحيوانات.
- العام 1884: وصفت متلازمة توريت لأول مرة.
- العام 1885: نشر هيرمان إبينغهاوس كتاب عن الذاكرة [الإنجليزية]، وهو عمل رائد يعتمد على التجارب الذاتية، حيث يصف أولاً منحنى التعلم، ومنحنى النسيان، وتأثير التباعد.
- العام 1886: نشر جون ديوي أول كتاب تعليمي أمريكي في علم النفس بعنوان علم النفس.
- العام 1886: أنشأ فلاديمير بختريف أول مختبر لعلم النفس التجريبي في روسيا في جامعة قازان.
- العام 1886: بدأ سيغموند فرويد ممارسة خاصة في فيينا.
- العام 1887: افتتح جورج إلياس مولر ثاني مختبر ألماني لبحوث علم النفس التجريبي في غوتنغن.
- العام 1887: نشر جورج ترمبل لاد [الإنجليزية] (ييل) عناصر علم النفس الفسيولوجي [الإنجليزية]، وهو أول كتاب تعليمي أمريكي يتضمن قدرًا كبيرًا من المعلومات حول الشكل التجريبي الجديد للتخصص.
- العام 1887: أسس جيمس ماكين كاتيل مختبرًا تجريبيًا لعلم النفس في جامعة بنسلفانيا، وهو الثالث في الولايات المتحدة.
- العام 1887: أسس جي ستانلي هول المجلة الأمريكية لعلم النفس [الإنجليزية] بمساهمة قدرها 500 دولار قدَّمها روبرت بيرسال سميث [الإنجليزية] من الجمعية الأمريكية للأبحاث النفسية.
- العام 1888: أسس ويليام لوي بريان [الإنجليزية] مختبر علم النفس التجريبي الرابع للولايات المتحدة في جامعة إنديانا.
- العام 1888: أسس جوزيف جاسترو [الإنجليزية] مختبر علم النفس التجريبي الخامس في الولايات المتحدة في جامعة ويسكونسن ماديسون.
- العام 1888: غادر غرانفيل ستانلي هال جونز هوبكنز لرئاسة جامعة كلارك التي تأسست حديثًا في ووستر، ماساتشوستس.
- العام 1889: نشر جيمس مارك بالدوين المجلد الأول من كتيب علم النفس [الإنجليزية] بعنوان "العقل والفكر".
- العام 1889: أسس إدموند سانفورد، وهو طالب سابق عند غرانفيل ستانلي هول، مختبر علم النفس التجريبي السادس للولايات المتحدة في جامعة كلارك.
- العام 1889: أسس إدوارد كاولز [الإنجليزية] مختبر علم النفس التجريبي السابع للولايات المتحدة في مستشفى ماكلين [الإنجليزية] في ويفرلي، ماساتشوستس.
- العام 1889: أسس هاري كيرك وولف مختبر علم النفس التجريبي الثامن في الولايات المتحدة في جامعة نبراسكا.

#### 1899-1890
- العام 1890: نشر كريستيان فون إيرينفيلز [الإنجليزية] كتاب عن صفات الشكل [الإنجليزية]، مؤسسًا لعلم نفس الغشتالتي..
- العام 1890: نشر ويليام جيمس كتاب مبادئ علم النفس.
- العام 1890: أسس جيمس هايدن تافتس [الإنجليزية] مختبر علم النفس التجريبي التاسع في الولايات المتحدة في جامعة ميشيغان.
- العام 1890: أسس جي تي دبليو باتريك [الإنجليزية] مختبر علم النفس التجريبي العاشر للولايات المتحدة في جامعة أيوا.
- العام 1890: غادر جيمس ماكين كاتيل ولاية بنسلفانيا إلى جامعة كولومبيا حيث أسس مختبر علم النفس التجريبي الحادي عشر في الولايات المتحدة.
- العام 1890: أسس جيمس مارك بالدوين أول مختبر علم نفس تجريبي دائم في الإمبراطورية البريطانية في جامعة تورنتو.
- العام 1891: أسس فرانك أنجيل مختبر علم النفس التجريبي الثاني عشر بالولايات المتحدة في جامعة كورنيل.
- العام 1891: وصف إدوارد ويسترمارك تأثير ويسترمارك، حيث يصبح الأشخاص الذين تربوا في محيط قريب منزلياً في وقت مبكر من حياتهم متعودين لاحقًا على عدم الجذب الجنسي المقرب، مما يثير نظريات حول محظور الزنا المحرم.
- العام 1892: أسس غرانفيل ستانلي هال وآخرون جمعية علم النفس الأمريكية.
- العام 1892: تولى إدوارد برادفورد تيتشنر الأستاذية في جامعة كورنيل، ليحل محل فرانك أنجيل الذي غادر إلى جامعة ستانفورد.
- العام 1892: أسس إدوارد ويلر سكريبتشر [الإنجليزية] مختبر علم النفس التجريبي في جامعة ييل، التاسع عشر في الولايات المتحدة.
- العام 1892-1893: افتتح تشارلز أغسطس سترونج مختبر علم النفس التجريبي في جامعة شيكاغو، وهو العشرين في الولايات المتحدة، حيث أجرى جيمس رولاند أنغيل التجارب الأولى في علم النفس الوظيفي عام العام 1896.
- العام 1894: كانت مارغريت فلوي واشبورن أول امرأة تحصل على درجة الدكتوراه في علم النفس بعد أن درست تحت إشراف إدوارد تيتشنر في جامعة كورنيل.
- العام 1894: أسس جايمس ماكين كاتل وجيمس مارك بلدوين مجلة المراجعة النفسية [الإنجليزية] للمنافسة مع مجلة غرانفيل ستانلي هال المجلة الأمريكية لعلم النفس [الإنجليزية].
- العام 1895: نشر غوستاف لوبون كتاب سيكولوجية الجماهير.
- العام 1896: نشر جون ديوي الورقة البحثية مفهوم القوس الانعكاسي في علم النفس [الإنجليزية][27] مؤسسًا للمذهب الوظيفي.
- العام 1896: افتتح لايتنر ويتمر أول عيادة نفسية في جامعة بنسلفانيا، وعلى الرغم من الاحتفاء بها في كثير من الأحيان على أنها علامة ولادة علم النفس الإكلينيكي، إلا أنها كانت تركز في المقام الأول على الأمور التعليمية.
- العام 1896: نشر إدوارد تيتشنر، تلميذ فيلهلم فونت ومنشئ مصطلحات "البنيوية النفسية" و"الوظيفية " كتاب مخطط لعلم النفس [الإنجليزية].
- العام 1897: نشر هافلوك إليس كتاب الانقلاب الجنسي [الإنجليزية].
- العام 1898: نشر بوريس سيدس كتاب علم نفس الإيحاء: بحث في الطبيعة اللاواعية للإنسان والمجتمع. [الإنجليزية].
- العام 1899: نشر سيغموند فرويد في الرابع من نوفمبر كتاب تفسير الأحلام، إيذانا ببداية علم التحليل النفسي، الذي يحاول التعامل مع عقدة أوديب.

## القرن العشرين

### بداية القرن العشرين
- العام 1900: نشر سيغموند فرويد كتاب علم النفس من الحياة اليومية [الإنجليزية].
- العام 1903: تخرج جون واطسون من جامعة شيكاغو. وقد وصف مؤرخ علم النفس دونالد ديوسبيري [الإنجليزية] أطروحته حول سلوك الفئران بأنها "كلاسيكية في علم النفس التنموي".
- العام 1903: نشرت هيلين طومسون وولي أطروحتها في الدكتوراه السمات العقلية للجنس [الإنجليزية]، والتي أجرت من أجلها أول اختبار تجريبي للاختلافات بين الجنسين.[28]
- العام 1904: فاز إيفان بافلوف بجائزة نوبل لدراساته في التكييف. كانت هذه أول جائزة تُمنح للبحث الذي تبناه علماء النفس.
- العام 1904: نشر تشارلز سبيرمان مقالة الذكاء العام [الإنجليزية] في المجلة الأمريكية لعلم النفس [الإنجليزية]، حيث قدَّم نظرية عامل عامل جي للذكاء.
- العام 1905: كانت ماري ويتون كالكينز أول امرأة منتخبة رئيسة لجمعية علم النفس الأمريكية.
- العام 1905: ابتكر ألفريد بينيه، وثيودور سيمون مقاييس ستانفورد-بينيه للذكاء [الإنجليزية] لتحديد الطلاب الذين يحتاجون إلى مساعدة إضافية، مما يمثل بداية الاختبار النفسي الموحد.
- العام 1905: نشر إدوارد ثورندايك قانون الأثر..
- العام 1905: نشر سيغموند فرويد كتاب ثلاث مقالات عن نظرية الجنسانية.
- العام 1906: تأسست مجلة علم النفس غير الطبيعي [الإنجليزية] من قبل مورتون برنس، والتي كان بوريس سيدس [الإنجليزية] محررًا مشاركًا فيها ومساهمًا مهمًا.
- العام 1908: نشر سيغموند فرويد ورقة حول النظريات الجنسية للأطفال، حيث قدَّم مفهوم حسد القضيب [الإنجليزية]. كما نشر ورقة بحثية بعنوان الأخلاق الجنسية المتحضرة والمرض العصبي الحديث [الإنجليزية].
- العام 1908: نشر ويلفريد تروتر [الإنجليزية] أول ورقة بحثية تشرح سلوك القطيع.
- العام 1909: حاضر سيغموند فرويد في جامعة كلارك، ونجح في جذب النخبة الأمريكية لدعمه.

#### 1910-1919
- العام 1910: أسس سيغموند فرويد الجمعية الدولية للتحليل النفسي [الإنجليزية]، وكان كارل يونغ أول رئيس لها، وأوتو رانك كسكرتير أول.
- العام 1910: نشر جريس هيلين كينت وجي. روزانوف اختبار رابطة كينت روزانوف الحرة [الإنجليزية][29]
- العام 1910: فتح بوريس سيديس [الإنجليزية] معهد سيديس للعلاج النفسي الخاص، في مزارع ميبل وود في بورتسموث، نيوهامبشاير لعلاج المرضى العصبيين باستخدام أحدث الأساليب العلمية.
- العام 1911: ترك ألفريد أدلر مجموعة فرويد للتحليل النفسي ليشكل مدرسته الفكرية الخاصة، متهمًا فرويد بالإفراط في التأكيد على الجنس وبنظريته على طفولته.
- العام 1911: تأسست جمعية التحليل النفسي الأمريكية [الإنجليزية].
- العام 1911: نشر ويليام ماكدوغال، مؤسس علم النفس الهورميكي، كتاب الجسد والعقل: تاريخ ودفاع عن الأنيمية، مدعياً وجود مبدأ حيوي في الطبيعة يتحكم في الحياة، وأن العقل يوجه التطور.
- العام 1912: نشر ماكس فيرتهايمر دراسات تجريبية لإدراك الحركة، وساعد في تأسيس علم نفس الجشطالت.
- العام 1913: طوّر كارل يونج نظرياته الخاصة، والتي أصبحت تُعرف باسم علم النفس التحليلي.
- العام 1913: ابتكر جاكوب مورينو أساليب العلاج النفسي الجماعي في فيينا، والتي أكدت على العفوية والتفاعل، وأصبحت فيما بعد تعرف باسم الدراما النفسية والقياس الاجتماعي.
- العام 1913: نشر جون واطسون علم النفس باسم "وجهات نظر السلوكية"، ويُعرف أحيانًا باسم "البيان السلوكي".
- العام 1913: نشر هوغو مونستربرغ كتاب علم النفس والكفاءة الصناعية [الإنجليزية]، والذي يعتبر اليوم أول كتاب عن علم النفس الصناعي والتنظيمي.
- العام 1914: نشر بوريس سيديس [الإنجليزية] كتاب أسس علم النفس الطبيعي وغير الطبيعي [الإنجليزية]، حيث قدَّم الأساس العلمي لمجال علم النفس، وقام بتفصيل نظريته عن وعي اللحظة.[30]
- العام 1917: نشر سيغموند فرويد مقدمة في التحليل النفسي [الإنجليزية].

#### 1920-1929
- العام 1920: أجرى جون واطسون ومساعدته روزالي راينر تجربة ألبرت الصغير، باستخدام التكييف الكلاسيكي لجعل صبي صغير يخاف من الفئران البيضاء.
- العام 1921: نشر سيغموند فرويد كتاب علم النفس الجماعي وتحليل الأنا [الإنجليزية].
- العام 1921: أجرى جاكوب إل. مورينو أول جلسة دراما نفسية عامة واسعة النطاق في كوميدنهاوس [الإنجليزية] في فيينا؛ [بحاجة لمصدر] وانتقل إلى نيويورك في عام 1925.
- العام 1921: بدأت ميلاني كلاين في تطوير أسلوبها في تحليل الأطفال.[31]
- العام 1922: بدأت كارين هورني في نشر سلسلة من 14 بحثًا (آخرها في عام 1937) تشكك في نظريات فرويد حول المرأة، وأسست علم النفس النسوي.
- العام 1922: نشر بوريس سيدس كتاب الأمراض العصبية: سببها وعلاجها [الإنجليزية]، وهو تعميم لأعماله المتعلقة بالعقل الباطن وعلاج الأمراض النفسية.
- العام 1923: نشر سيغموند فرويد كتاب الأنا والهو.
- العام 1924: أسس جاكوب روبرت كانتور علم النفس السلوكي، على أساس علم نفس جون ديوي ونظرية النسبية لألبرت أينشتاين.
- العام 1924: نشر أوتو رانك كتابه صدمة الولادة [الإنجليزية]، وصاغ مصطلح "ما قبل أوديب". كان فرويد قد امتدحه في الأصل على هذا، لكنه غير موقفه وتسبب في خلافهما.
- العام 1926: ألقى أوتو رانك محاضرة بعنوان "نشأة علاقة الكائن"، وأسس نظرية العلاقة بالموضوع..
- العام 1927: نشر إيفان بافلوف كتاب ردود فعل مشروطة [الإنجليزية]، الذي يحتوي على نظريته في التكييف الكلاسيكي.
- العام 1928: نشر جان بياجيه كتاب الحكم والتفكير عند الطفل [الإنجليزية].
- العام 1928: ننشر شوما موريتا [الإنجليزية] كتاب "علاج موريتا: الطبيعة الحقيقية لاضطرابات شينكيشيتسو (اضطرابات قائمة على القلق)"، والذي يحتوي على نظريته المحيطة للوعي، مع مراعاة نظرية فرويد للعقل الباطن. (ترجمة آ. كوندو، تحرير بي. لافين، عام 1998، دار نشر جامعة ولاية نيويورك).
- العام 1929: نشر إدوين بورنج كتابًا بعنوان تاريخ علم النفس التجريبي، مرجع رائد في تاريخ علم النفس.
- العام 1929: أسس ليف فيغوتسكي علم النفس الثقافي التاريخي.

#### 1930-1939
- 1930: ناقش إدوين بورينج نموذج الشكل الممل.
- 1931: نشر جوردون أولبورت وآخرون دراسة ألبورت فيرنون-ليندزي للقيم [الإنجليزية]، التي تحدد ستة أنواع رئيسية للقيم.
- 1932: تأسست مجلة الشخصية [الإنجليزية] كأول دورية بحثية في علم نفس الشخصية بعنوان الشخصية والشخصية.
- 1933: نشر بيوتر غانوشكين كتاب مظاهر الاضطرابات النفسية.[32]
- 1933: نشر كلارك ليونارد هل كتاب التنويم المغناطيسي وقابلية الإيحاء، مما يثبت أن التنويم المغناطيسي ليس نومًا وأسس الدراسة الحديثة للتنويم المغناطيسي.
- 1933: نشر فيلهلم رايش تحليل الشخصية [الإنجليزية] وعلم النفس الجماعي للفاشية [الإنجليزية].
- 1934: نشر ليف فيجوتسكي كتاب الفكر واللغة (التفكير والكلام).
- 1934: أصبحت روث وينيفريد هوارد أول امرأة أمريكية من أصل أفريقي تحصل على درجة الدكتوراه في علم النفس.[33]
- 1935: طوّر جون ريدلي ستروب [الإنجليزية] مهمة كلمة ملونة لإظهار تدخل الانتباه، تأثير ستروب.[34]
- 1935: نشرت هيلين فلاندرز دنبار كتاب العواطف والتغيرات الجسدية: استعراض للأدبيات حول العلاقات النفسية والجسدية [الإنجليزية]؛ وفي عام 1942 أسست الجمعية الأمريكية للطب النفسي [الإنجليزية] (الجمعية الأمريكية للبحوث في المشكلات النفسية والجسدية)، وكانت أول محررة لمجلة الجمعية الطب النفسي والجسدي: دراسات تجريبية وسريرية [الإنجليزية]، التي تأسست في عام 1939.[35]
- 1935: نشر هنري موراي وكريستيانا مورغان من جامعة هارفارد اختبار الإدراك الموضوعي [الإنجليزية].
- 1935: بدأ ثيودور نيوكومب [الإنجليزية] دراسة كلية بنينجتون،[36] التي انتهت في عام 1939، لتوثيق تحرير المعتقدات السياسية للطالبات، إلى جانب تأثيرات القرب على التعارف والجاذبية.
- 1936: نشر كيرت لوين مبادئ علم النفس الطوبولوجي [الإنجليزية]،[37] التي تحتوي على معادلة لوين B = f (P، E)، مما يعني أن السلوك هو وظيفة الشخص في بيئته.
- 1936: نشر فيلهلم رايش كتابه الثورة الجنسية [الإنجليزية].
- 1936: نشر كينيث سبنس تحليلاً لتعلم التمييز من حيث تدرجات الإثارة والتثبيط، موضحًا أن الاستنتاجات الرياضية من النظرية الكمية يمكن أن تولد تنبؤات مثيرة للاهتمام وقابلة للاختبار تجريبياً.
- 1936: تأسست جمعية القياس النفسي [الإنجليزية] على يد لويس ليون ثورستون [الإنجليزية]، الذي اقترح تقسيم الذكاء العام إلى سبع قدرات عقلية أولية.
- 1938: نشر بورهوس فريدريك سكينر أول عمل رئيسي له بعنوان سلوك الكائنات الحية: تحليل تجريبي [الإنجليزية]، مقدمًا تحليل السلوك.
- 1939: نشر آلان هودجكين وأندرو هكسلي تقريرًا كلاسيكيًا في مجلة نيتشر عن أول تسجيل لجهد الفعل.
- 1939: نيل إي ميلر وآخرون. نشر فرضية الإحباط العدوان، التي تدعي أن العدوان هو نتيجة إحباط الجهود المبذولة لتحقيق الهدف.
- 1939: طوّر ديفيد ويشسلر [الإنجليزية] مقياس وكسلر لذكاء البالغين.
- 1939: في الأول من سبتمبر بدأت الحرب العالمية الثانية بالغزو الألماني لبولندا. في 20 سبتمبر وقع أدولف هتلر مرسوم القتل الرحيم [الإنجليزية]،[38] الذي كتبه عالم النفس ماكس دي كرينيس [الإنجليزية]، مما أدى إلى برنامج أكتيون تي 4 للقتل الرحيم؛ في 23 سبتمبر انتحر سيغموند فرويد بمساعدة طبيب في لندن في يوم الكفارة اليهودي. في 31 أكتوبر / تشرين الأول، توفي خصمه اللدود أوتو رانك بعد إصابته بعدوى في الكلى في مدينة نيويورك بعد أن نطق بكلمة "مضحك". هرب فيلهلم رايش إلى نيويورك، مبتكرًا كلمة أورجون وبناء "مراكمات الأورجون"، الأمر الذي أوقعه في مشكلة مع مؤسسة الطب النفسي والحكومة الفيدرالية.

#### 1940-1949
- 1940: ناقش إدوين بورينغ وهم القمر.
- 1941: نشر إريك فروم الهروب من الحرية، مؤسسًا لعلم النفس السياسي.
- 1941: قدَّم بورهوس فريدريك سكينر وويليام كاي إستس نموذج الاستجابة العاطفية المشروطة [الإنجليزية]/ استجابة الخوف المشروطة عن طريق الصدمات الكهربائية المعطاة للفئران.
- 1942: أسس لودفيج بينسوانجر [الإنجليزية] العلاج الوجودي.
- 1942: نشر كارل روجرز كتاب الاستشارة والعلاج النفسي، مشيرًا إلى أن الاحترام والنهج غير القضائي في العلاج هو أساس العلاج الفعال لقضايا الصحة العقلية.
- 1943: طوّر جي بي جيلفورد [الإنجليزية] اختبار ستانين (المعيار التاسع) لسلاح الجو الأمريكي لتقييم الطيارين.
- 1943: نشر كلارك ل. هال كتاب مبادئ السلوك، وأسس التعلم القائم على الحيوان والتكييف كنظرية التعلم السائدة.
- 1943: نشر ليو كانر كتاب اضطرابات التوحد في الاتصال العاطفي، وهو أول وصف منهجي للأطفال المصابين بالتوحد.
- 1943: نشر أبراهام ماسلو الورقة البحثية نظرية التحفيز البشري، واصفًا تسلسل ماسلو الهرمي للاحتياجات.
- 1944: نشر زاك أندرو [الإنجليزية] وكاميرون بيتر [الإنجليزية] الطبعة الثانية من علم النفس لماير حيث أحدثا ثورة في نهج علم النفس المكتسب.
- 1945: تم تأسيس مجلة علم النفس العيادي [الإنجليزية].
- 1946: أسس كيرت لوين البحث الأجرائي..
- 1946: نشر ستانلي سميث ستيفنز مستوياته في نظرية القياس.
- 1947: نشر جيروم برونر كتاب القيمة والحاجة كعوامل تنظيمية في الإدراك، مؤسسًا لعلم نفس النظرة الجديدة، والذي يتحدى علماء النفس ليس فقط استجابة الكائن الحي للمحفز ولكن أيضًا تفسيره الداخلي.
- 1947: صاغ كورت لوين مصطلح "ديناميكيات المجموعة".
- 1947: لخص نيكولاي بيرنشتاين [الإنجليزية] بحثه حول قياس الأفعال باستخدام أجهزته الأصلية التي أصبحت بداية تخصص جديد في علم الحركة.[39]
- 1948: نشر ألفريد كينزي من جامعة إنديانا كتاب السلوك الجنسي في الذكر البشري.
- 1949: حدد مؤتمر بولدر نموذج العالم الممارس [الإنجليزية] لعلم النفس الإكلينيكي.
- 1949: نشر دونالد أولدينغ هيب كتاب تنظيم السلوك: نظرية عصبية نفسية، حيث قدَّم نظرية مفصلة وقابلة للاختبار حول كيف يمكن أن يدعم الدماغ العمليات المعرفية، مما أدى إلى تحول جذري في علم النفس العصبي وجعل جامعة مكغيل مركزًا للبحوث.
- 1949: نشر ديفيد ويشسلر مقياس وكسلر لذكاء الأطفال.

#### 1950-1959
- 1950-لخصت كارين هورني أفكارها في كتابها الرائع العصاب والنمو البشري: النضال نحو تحقيق الذات.[40]
- 1950 نشر إريك إريكسون كتاب الطفولة والمجتمع، حيث قدَّم نظريته حول مراحل التطور النفسي والاجتماعي ومفهوم أزمة الهوية.
- 1950 نشر رولو ماي "معنى القلق".
- 1951 نشر سليمان آش تجارب مطابقة Asch، موضحًا قوة المطابقة في مجموعات.
- 1951 نشر مورتون دويتش السكن بين الأعراق: تقييم نفسي اجتماعي، وقدم أدلة علمية على الآثار السيئة للإسكان المنفصل، مما ساعد على إنهائه في الولايات المتحدة.
- 1951 نشر كارل روجرز أعظم إبداعاته العلاج المتمحور حول العميل.
- 1951 نشر لي كرونباخ مقياس الموثوقية، والمعروف الآن باسم ألفا كرونباخ.
- 1952 نشر الدليل التشخيصي والإحصائي للاضطرابات العقلية من قبل الجمعية الأمريكية للطب النفسي، مما يمثل بداية تصنيف الأمراض العقلية الحديثة؛ نقح في الأعوام 1968، 1980-7، 1994، 2000 و2013.
- 1952 بدأ Hans Eysenck نقاشًا حول العلاج النفسي بمراجعته النقدية،[41] مدعيًا أن العلاج النفسي ليس له تأثير موثق، وأن التحليل النفسي له آثار سلبية.[42]
- 1953 نشر ألفريد كينزي السلوك الجنسي في الأنثى البشرية.
- 1953 اكتشف ناثانيال كليتمان من الولايات المتحدة في شيكاغو تقنية نوم حركة العين السريعة، مؤسسًا لأبحاث النوم الحديثة.
- 1953 اقترح ديفيد مكليلاند نظرية الحاجة.
- 1953-أوضح BF Skinner العلاج السلوكي، ودعم علم النفس السلوكي من خلال البحث في الأدبيات.
- 1953-تطورت مدونة الأخلاقيات لعلماء النفس من قبل جمعية علم النفس الأمريكية.[43]
- 1953 نشر هاري ستاك سوليفان، النظرية الشخصية للطب النفسي والتي تنص على أن شخصية الفرد تتشكل من العلاقات.
- 1954-ساعد أبراهام ماسلو في تأسيس علم النفس الإنساني، وطور لاحقًا تسلسل ماسلو الهرمي للاحتياجات.
- 1954 نشر بول إي. ميهل ورقة بحثية تدعي أن الطرق الميكانيكية (الخوارزمية الرسمية) لتجميع البيانات تتفوق في الأداء على الأساليب السريرية (الشخصية غير الرسمية) عند استخدامها للوصول إلى التنبؤ بالسلوك.
- 1954 اكتشف جيمس أولدز وبيتر ميلنر من جامعة ماكجيل نظام المكافأة في الدماغ، والذي يتضمن مركز المتعة في الدماغ.
- 1954 نشر جوليان روتر كتاب التعلم الاجتماعي وعلم النفس السريري، مؤسسًا نظرية التعلم الاجتماعي.
- 1954 نشر هيرمان ويتكين شخصية من خلال الإدراك، والتي تدعي أنه يمكن الكشف عن الشخصية من خلال الاختلافات في كيفية إدراك الناس لبيئتهم؛ واصل تطوير اختبار القضيب والإطار.
- 1954 نشر برونسيلاف مالينوفسكي السحر والعلم والدين[44] حول التفكير السحري وعلم نفس الدين. في وقت سابق، درس مجموعات من الطقوس التي أشار إليها بالسحر،[45] وميزها عن الطقوس الدينية البحتة، حيث كان الغرض الأخير هو التعامل مع الأزمة الإنسانية الأساسية للفرد فيما يتعلق بالحداء الظاهري / الفناء.[46]
- 1955 نشر لي كرونباخ صلاحية البناء في الاختبارات النفسية، ونشر مفهوم صلاحية البناء.
- 1955 طوّر جي بي جيلفورد نظرية هيكل العقل، والتي تقسم الذكاء البشري إلى 150 قدرة على طول ثلاثة أبعاد وعمليات ومحتوى ومنتجات؛ لقد فقدت مصداقيتها في التسعينيات.
- 1955 أسس جورج كيلي علم نفس البناء الشخصي.
- 1956 نشر جورج أرميتاج ميلر مقالة رقم سبعة السحري: بجمع أو طرح اثنين، والتي أظهر فيها أن هناك حدًا لكمية المعلومات التي يمكن حفظها في وقت واحد.
- 1956 نشر رولو ماي كتاب "الوجود" لتعزيز علم النفس الوجودي.
- 1957 نشر ليون فيستينجر نظريته عن التنافر المعرفي.
- 1957 نشر ستانلي سميث ستيفنز قانون سلطة ستيفنز.
- 1957 طوّر إريك بيرن تحليل المعاملات، حيث يمكن علاج مرضى الطب النفسي من الاضطرابات العاطفية عن طريق تحليل معاملاتهم الاجتماعية وتغييرها.
- 1958 نشر جون كوهين كتاب علم النفس الإنساني،[47] أول كتاب عن هذا الموضوع.
- 1958 ألقى هاري هارلو خطابًا بعنوان طبيعة الحب، ولخص دراساته حول العزلة على القرود الصغيرة ورفض نظريات التعلق السلوكية والتحليلية النفسية.
- 1958 نشر جوزيف وولب نظريته حول التثبيط المتبادل، مما أدى إلى نظريته حول إزالة التحسس المنهجي للقلق والرهاب.
- 1959 نشر فيكتور فرانكل الطبعة الإنجليزية الأولى من بحث الإنسان عن المعنى [مع مقدمة بقلم جوردون أولبورت]، والتي قدمت وصفًا وجوديًا لتجربته في الهولوكوست ونظرة عامة على نظامه للتحليل الوجودي المسمى العلاج بالمعنى.
- 1959 نشر نعوم تشومسكي مراجعته لسلوك بي إف سكينر اللفظي، وهو حدث اعتبره الكثيرون بداية الثورة المعرفية.
- 1959 نشر جورج ماندلر وويليام كيسن لغة علم النفس.
- 1959-كتب لورانس كولبرج أطروحة الدكتوراه الخاصة به، والتي أوجزت مراحل لورانس كولبرغ في التطور الأخلاقي.

#### 1980-1989
- 1980 صنف المتحولون جنسيًا رسميًا من قبل الجمعية الأمريكية للطب النفسي على أنهم يعانون من "اضطراب الهوية الجنسية ".[48]
- 1980 نشر الدليل التشخيصي والإحصائي للاضطرابات النفسية من قبل الجمعية الأمريكية للطب النفسي.
- 1980 نشر جورج ماندلر "الاعتراف: الحكم على الحادثة السابقة"،[49] مدعيًا وجود أساس عملي مزدوج للاعتراف، والوقوع المسبق، وتحديد الهوية.
- 1980 نشر روبرت زاجونك مقالة بعنوان "الشعور والتفكير: التفضيلات لا تحتاج إلى استنتاجات"، مجادلاً أن الأنظمة العاطفية والمعرفية مستقلة إلى حد كبير، وأن التأثير أكثر قوة وأهمية، مما يعيد إحياء دراسة الانفعالات والعمليات العاطفية.
- 1981 نشر كتاب "التفضيل الجنسي" لآلان بيل ومارتن واينبرغ وسو كيفر هامرسميث. يصبح هذا العمل لاحقًا واحداً من أكثر الدراسات المتعلقة بالتوجه الجنسي اقتباسًا.[50]
- 1982 نشرت كارول جيليجان في صوت مختلف، وهو عمل في علم النفس النسوي.
- 1982 اعترف بمجموعة المثليين والمثليات ومزدوجي الميول الجنسية في الجمعية الأمريكية للطب النفسي كممثل في جمعية، حيث تحدث مباشرة عن المسائل ذات الأهمية الخاصة للأعضاء المثليين والمثليات.[51]
- 1983 نشر هوارد جاردنر "إطارات العقل"، حيث قدَّم نظريته عن الذكاءات المتعددة.
- 1983-نجح تجمع أعضاء المثليين والمثليات ومزدوجي الميول الجنسية في الجمعية الأمريكية للطب النفسي في تقديم التماس إلى لإنشاء فرقة عمل معنية بالجوانب النفسية للإيدز، مما أدى في النهاية إلى نشر مجلدين مهمين من في العلاج النفسي عام 1984 مع المثليين جنسياً والآثار النفسية لمتلازمة نقص المناعة المكتسب.[51]
- العام 1983-دبليو ديفيد بيرس وآخرون. نشرت ورقة حول فقدان الشهية القائم على النشاط.[بحاجة لمصدر]
- 1984 نشر جيروم كاجانطبيعة الطفل، وهو وصف بيولوجي واجتماعي لدور المزاج في التنمية البشرية.
- 1984 نشر بيتر سافيل استبيان OPQ البنتاغون، وهو جرد نفسي للشخصية يقيس نموذج العوامل الخمسة.
- 1984 حصلت فلورنس الدنمارك وكارولين آر بايتون ولوري إيد على أول جائزة من لجنة المرأة في القيادة في علم النفس من الجمعية الأمريكية ل علم النفس.[52]
- 1985 نشر دانيال ستيرن عالم العلاقات البينية للرضع، مقترحًا حياة عقلية واسعة النطاق في مرحلة الطفولة المبكرة.
- 1985 اقترح روبرت ستيرنبرغ نظريته الثلاثية للذكاء[بحاجة لمصدر]
- 1985 نشر روبن بارون وديفيد أ.كيني مقالًا: تمييز الوسيط-الوسيط المتغير في البحث النفسي الاجتماعي: الاعتبارات المفاهيمية والاستراتيجية والإحصائية في مجلة الشخصية وعلم النفس الاجتماعي واقترحوا تمييزًا بين الوسيط في المتغيرات الوسيطة في البحث النفسي.
- 1985 نشر سايمون بارون كوهين مقالة بعنوان "هل لدى الطفل التوحدي 'نظرية العقل'؟" مع أوتا فريث وآلان ليزلي، حيث اقترحوا أن الأطفال المصابون بالتوحد يعانون من صعوبات اجتماعية وتواصلية نتيجة لتأخر تطور نظرية العقل لديهم.
- 1985 نشرت كوستا وماكراي مقياس الشخصية الخمسة العوامل، وهو استبيان يتكون من 240 سؤالاً لقياس نموذج العوامل الخمسة.[53]
- 1986 نشر ألبرت باندورا كتاب الأسس الاجتماعية للفكر والعمل: نظرية معرفية اجتماعية.
- 1986 نشر ديفيد روميلهارت وجيمس مكليلاند المعالجة الموزعة المتوازية: الاستكشافات في البنية الدقيقة للإدراك.
- 1987 نشر إريك إريكسون كتاب "اكتملت دورة الحياة"، وتوسع في مراحل تطور إريكسون النفسي والاجتماعي.
- 1987 نشر روجر شيبرد القانون العالمي لتعميم العلوم النفسية.
- 1987 تمت إزالة فئة التشخيص من "الشذوذ الجنسي المضطرب للأنا "من الدليل التشخيصي والإحصائي للجمعية الأمريكية للطب النفسي مع نشر الدليل التشخيصي والإحصائي للاضطرابات النفسية، على الرغم من أنه لا يزال من المحتمل أن يظل في الدليل تحت فئة "الاضطراب الجنسي" لم تحدد بخلاف ذلك "بما في ذلك" الضيق المستمر والملحوظ بشأن التوجه الجنسي للفرد".[54]
- 1988 مايكل م.ميرزينيتش وآخرون. أظهر أن الخرائط الحسية والحركية في القشرة يمكن تعديلها بالخبرة، وهي عملية تسمى اللدونة العصبية.[55]
- 1988 اقترح كلود ستيل نظرية تأكيد الذات.
- 1989 نشر عالم النفس الفسيولوجي فلاديمير روسالوف أول نموذج خاص بالنشاط للمزاج[56]

#### 1990-1999
- 1990 في 17 مايو، رفعت منظمة الصحة العالمية السرية عن المثلية الجنسية باعتبارها اضطرابًا عقليًا،[57] وأطلقت اليوم العالمي لمكافحة رهاب المثلية الجنسية والمتحولين جنسيًا.
- 1990 نشر ليونارد بيركويتز نموذج الارتباط المعرفي الجديد للسلوك العدواني لتغطية الحالات التي فاتتها فرضية الإحباط والعدوان.
- 1991 اقترح ستيفن بينكر نظريته حول كيفية اكتساب الأطفال للغة في العلوم،[58] وانتشر لاحقًا في كتاب غريزة اللغة.
- 1991 صدر العدد الأول من مجلة "النسوية وعلم النفس".[59]
- 1991 أصدرت جمعية التحليل النفسي الأمريكية [الإنجليزية] قرارًا يعارض "التمييز العام أو الخاص" ضد المثليين جنسياً. لكنها لم تصل إلى حد الموافقة على فتح معاهدها التدريبية لهؤلاء الأفراد.[60]
- 1992 قامت جمعية التحليل النفسي الأمريكية [الإنجليزية] بتمديد أحكام قرارها لعام 1991 (انظر أعلاه) لتدريب المرشحين في المعاهد التابعة لها.[60]
- 1992 صاغ جاك بانكسيب مصطلح علم الأعصاب العاطفي لاسم المجال الذي يدرس الآليات العصبية للعاطفة،[61] وفي عام 1998 نشر كتاب علم الأعصاب العاطفي أسس العواطف البشرية والحيوانية[62]
- 1992 نشرت ساندرا سكار نظريات التنمية في التسعينيات، مقترحة أن الجينات تتحكم في الخبرات، وتبحث وتخلق البيئات.
- 1992 قام جوزيف ليدوكس بتلخيص ونشر أبحاثه حول آليات الدماغ للعاطفة والتعلم العاطفي.[63]
- 1992 اختارت [[جمعية علم النفس الأمريكية علم الوراثة السلوكي كواحد من موضوعين يمثلان أفضل تمثيل لماضي وحاضر ومستقبل علم النفس.[64]
- 1994 نشر الدليل التشخيصي والإحصائي للاضطرابات النفسية من قبل الجمعية الأمريكية للطب النفسي.
- 1994 نشر أنطونيو داماسيو خطأ ديكارت، حيث قدَّم فرضية العلامة الجسدية التي يمكن للعمليات العاطفية من خلالها توجيه (أو تحيز) السلوك، وخاصة اتخاذ القرار.
- 1994 نشر ريتشارد جي هيرنشتاين وتشارلز موراي منحنى الجرس.
- 1994 نشر مايكل بوسنر وماركوس رايشل صورًا للعقل، باستخدام التصوير المقطعي بالإصدار البوزيتروني لتحديد الوظائف المعرفية للدماغ.
- 1994 نشرت استير ثيلين وليندا بي. سميث مقاربة الأنظمة الديناميكية لتنمية الإدراك والعمل، وهو كتاب عن استخدام النماذج التنموية القائمة على الأنظمة الديناميكية.
- 1994 أفادت دراسة أن التفكير السحري يظهر بشكل متكرر تحت ظروف الإجهاد العالي (مثل القلق الفوري من الموت ).[65]
- 1994 أجرى أستاذ الطب النفسي بجامعة هارفارد جون إي ماك مقابلات مع العشرات من ذوي الخبرة في حادثة UFO في مدرسة أرييل عام 1994، وقدموا تقريرًا عن الحدث إلى العالم،[66][67] مما يشير إلى أنه لا يمكن اعتبار الحدث هستيريا جماعية،[68] بعد أن ظهر على شاشة التلفزيون مع مختطفين أجانب في ربيع 1994[69]
- 1995 صاغ سيمون بارون كوهين مصطلح العمى العقلي ليعكس عدم قدرة الأطفال المصابين بالتوحد على تمثيل الحالات العقلية للآخرين بشكل صحيح.[70]
- 1996 نشر جياكومو ريزولاتي اكتشافه للخلايا العصبية المرآتية.[71]
- 1996 عرّف عاموس تفرسكي النفور من الغموض، وهو فكرة أن الناس لا يحبون الخيارات الغامضة، ويربطونها بالجهل المقارن.
- 1997 أصبحت جمعية التحليل النفسي الأمريكية [الإنجليزية] أول منظمة وطنية للصحة العقلية في الولايات المتحدة تدعم زواج المثليين.[72]
- 1998 أسس مارتن سيليجمان علم النفس الإيجابي كموضوع رئيسي له عندما أصبح رئيسًا لجمعية علم النفس الأمريكية.[73]
- 1999 نشر جورج بوتريل فلسفة علم النفس،[74] حول كيف يتحدى العلم الإدراكي الحديث الفطرة السليمة للصورة الذاتية.

## القرن الحادي والعشرين

### 2000-2009
- 2000 قام ألان بادلي بتحديث نموذجه للذاكرة العاملة من عام 1974 ليشمل المخزن المؤقت العرضي كنظام عبيد ثالث جنبًا إلى جنب مع الحلقة الصوتية ولوحة الرسم المكانية المرئية[75]
- 2000 نشر ماكس فيلمانز كتابه "فهم الوعي"، داعيًا إلى الوحدوية الانعكاسية.
- 2002 أفشالوم كاسبي وآخرون. قدَّم دراسة كانت الأولى من نوعها التي قدمت دليلًا وبائيًا على أن نمطًا جينيًا معينًا يخفف من حساسية الأطفال تجاه الإهانات البيئية.[76][77]
- 2002 نشر ستيفن بينكر اللوحة الفارغة، مجادلًا ضد نماذج الصفحة البيضاء للعلوم الاجتماعية.[78][79]
- 2002 فاز دانيال كانيمان بجائزة نوبل[80]
- 2007 نشر جورج ماندلر تاريخ علم النفس التجريبي الحديث[81]

### العقد الأول من القرن الحادي والعشرين
- العقد الأول: يبحث الباحثون في تأثيرات الأشكال (الأنواع أو الفئات) المختلفة لاستخدامات الوسائط الرقمية على الإدراك وتأثيرات استخدام (استخدامات) الوسائط الرقمية على أنواع مختلفة من القدرات المعرفية البيولوجية.[82][83][84][85]
- العقد الأول: يؤثر وباء جائحة فيروس كورونا وتخفيفه بشكل كبير على الصحة العقلية في جميع أنحاء العالم.
- مع تزايد الوعي وتأثيرات تغير المناخ والقضايا البيئية الأخرى، يكتسب علم النفس الإيكولوجي اهتمام الجمهور بشكل متزايد ويصبح موضوعًا أكثر شيوعًا للبحث
- تبحث الدراسات في الفوائد النفسية للمساحات الخضراء الحضرية (UGS) بالتفصيل، حيث أفادت إخدى الدراسات عام 2021 أن التعرض العالي للمساحات الخضراء الحضرية في الغابات أو الغابات الحضرية ولكن ليس الأراضي العشبية يرتبط بتحسين التطور المعرفي ومخاطر المشاكل العقلية للمراهقين الحضريين.[86]
- أغسطس 2020: خلصت مراجعة إلى أنه "في غضون جيل واحد، انتقلت حياة الأطفال إلى الداخل إلى حد كبير" وأن "تشير الأبحاث إلى أن التجارب المباشرة للطبيعة في الطفولة تساهم في رعاية الطبيعة طوال فترة الحياة".[87][88]
- مارس 2021: خلصت دراسة إلى أن "الغضب البيئي"، الذي يُطلق عليه أسلوب "القلق البيئي "الذي صيغ مؤخرًا والذي قيل أنه في ازدياد، "توقع نتائج أفضل للصحة العقلية، بالإضافة إلى مشاركة أكبر في النشاط المناصر للمناخ. والسلوكيات الشخصية ".[89] قد يكون الغضب "قوياً في تحفيز الناس على الانخراط" والتغلب على درجات اللامبالاة.[90]
- العقد الأول: البحث في كيفية قياس الرفاهية بشكل موضوعي أو فعال للاقتصاد الصحي والبيئي.[91][92][93][94]
- 2020: الأبحاث المتراكمة والأكثر تطورًا إلى حد كبير، والتي غالبًا ما تستخدم مجموعات بيانات بيولوجية كبيرة، تحقق في الروابط بين البروبيوتيك والصحة العقلية (النفسية الحيوية) والتدخلات المحتملة،[95][96] روابط التغذية والصحة العقلية (علم نفس التغذية) والتوصيات المحتملة أو التدخلات،[97] والتأثيرات العصبية الحيوية للتمارين البدنية التي تؤثر على الصحة العقلية.[98] علاوة على ذلك، يبدأ البحث بشكل متزايد في التحقيق في التدخلات المحتملة أو العوامل القابلة للتعديل في شيخوخة الدماغ.[99][100][101][102]
- 2020 يبحث البحث في تحديات هياكل الاختيار المتلاعبة والمعلومات الخاطئة والمضللة والبيئات المشتتة للانتباه والتدخلات المحتملة ذات الصلة.[103][104]
- 2020 في مجال التسويق العصبي الجديد، يتلاعب بالمستهلكين برؤى من علم الأعصاب وعلم النفس لقيادة اتخاذ قرارات المستهلك وسلوكه.[105]

#### 2020
- يونيو: قدَّم العلماء الذين أبلغوا عن اكتشاف Aguada Fénix نظرية في علم الآثار المعرفي حيث كان العمل الجماعي لمثل هذه المشاريع الكبيرة مهمًا في التطور الأولي لحضارة المايا.[106]
- تشرين الثاني (نوفمبر)-نُشرت أول مقارنة للجينوم الكامل بين الشمبانزي والبونوبو وتظهر الجوانب الجينومية التي قد تكمن أو نتجت عن اختلافها واختلافها السلوكي، بما في ذلك اختيار الجينات المتعلقة بالنظام الغذائي والهرمونات.[107]

#### 2021
- يوليو: تشير دراسة إلى أن الشعور بالوحدة لدى المراهقين في المدارس المعاصرة والاكتئاب قد زاد بشكل كبير ومتسق في جميع أنحاء العالم بعد عام 2012.[108][109]
- سبتمبر: تنشر عالمة النفس وعالمة الوراثة السلوكية كاثرين بيج هاردن اليانصيب الجيني: لماذا يهم الحمض النووي للمساواة الاجتماعية، وهي حجة لاستخدام علم الوراثة لإنشاء مجتمع عادل-بما في ذلك من حيث الميول المرتبطة ب علم النفس،[110] مشابه لحجة أخلاقية بيولوجية قدمها بابايوانو في عام 2013.[111]
- أكتوبر: أصدرت الجمعية الأمريكية ل علم النفس إرشادات للاستخدام الأمثل لوسائل التواصل الاجتماعي في الممارسة النفسية المهنية.[112]
- ديسمبر: في العلوم السلوكية التطبيقية، اقترح "الدراسات الكبرى" مثل التحليلات التلوية وإثباتها للتحقق من فعالية العديد من التدخلات المختلفة المصممة بطريقة متعددة التخصصات من قبل فرق منفصلة، على سبيل المثال لإعلام السياسة.[113]

#### 2022
- يوليو: ابلغ عن نظام التعلم العميق الذي يتعلم الفيزياء الأساسية البديهية من البيانات المرئية (للبيئات الافتراضية ثلاثية الأبعاد) التي تستند إلى نظرية انتهاك التوقعات للإدراك البصري عند الرضع.[114][115]
- نوفمبر: قدّرت دراسة مدى الانتشار المعاصر والارتباطات النفسية مع الإيمان بالسحر حول العالم، والتي تراوحت (في بياناتها) بين 9٪ و90٪ بين الدول ولا تزال عنصرًا واسع الانتشار في وجهات النظر العالمية على مستوى العالم. فهو يظهر على سبيل المثال ارتباطات مع "نشاط ابتكاري" منخفض، "مؤسسات ضعيفة"، متوسط العمر المتوقع أقل، رضاء أقل عن الحياة، تدين مرتفع.[116][117]
- نوفمبر: تقدم دراسة مكون تفسير محتمل لسبب كون التعلم أكثر كفاءة في كثير من الأحيان لدى الأطفال بما يتجاوز المستوى الأعلى من المرونة العصبية.[118][119]

#### 2023
- فبراير: افترضت دراسة علمية أن جهود التوعية بالصحة العقلية (في الأشكال الحالية) أو الاضطرابات النفسية التي تزداد تألقًا ورومانسية على وسائل التواصل الاجتماعي (على سبيل المثال، اقتباسات حول الاكتئاب على خلفيات جذابة من الناحية الجمالية تُشارك على نطاق أوسع على بعض وسائل التواصل الاجتماعي-وخاصة تيك توك[120]) في الارتفاع الكبير الأخير في مشاكل الصحة العقلية المبلغ عنها من خلال تكثيفها والإفراط في تشخيصها.[121][122] في حوالي العام عام 2023، أدى الارتفاع السريع في منصة تيك توك إلى إجراء بحث مكثف حول الآثار الضارة المحتملة لمثل هذه التطبيقات، مثل المستويات الأعلى من المشكلات العقلية المرتبطة بمستويات أعلى من الاستخدام أو العناصر المسببة للإدمان لهذا التطبيق والتطبيقات المماثلة.[123]
- مارس: علماء الهندسة الحيوية أظهروا أن تغيرات الجهاز البدني يمكن أن تسبب القلق،، في معدل ضربات القلب المتغير في حد ذاته في سياقات محفوفة بالمخاطر،[124][125] بعد أن أشارت الدراسات السابقة أيضًا إلى عناصر الجهاز المناعي.[126][127]
- أبريل: نشرت المراجعة الأولى للتدخلات ضد معتقدات المؤامرة الخاطئة، مما يشير إلى أن التدخلات "التي عززت العقلية التحليلية أو علمت مهارات التفكير النقدي "هي الأكثر فعالية وأن الإجراء الوقائي مهم.[128][129]

## مقالات ذات صلة
- الجدول الزمني للطب النفسي
- فهرس مقالات علم النفس